# Злотория
Злотори́я (пол. Złotoryja, нім. Goldberg) — місто в південно-західній Польщі, на річці Качава. Адміністративний центр Злоторийського повіту Нижньосілезького воєводства.

## Географія

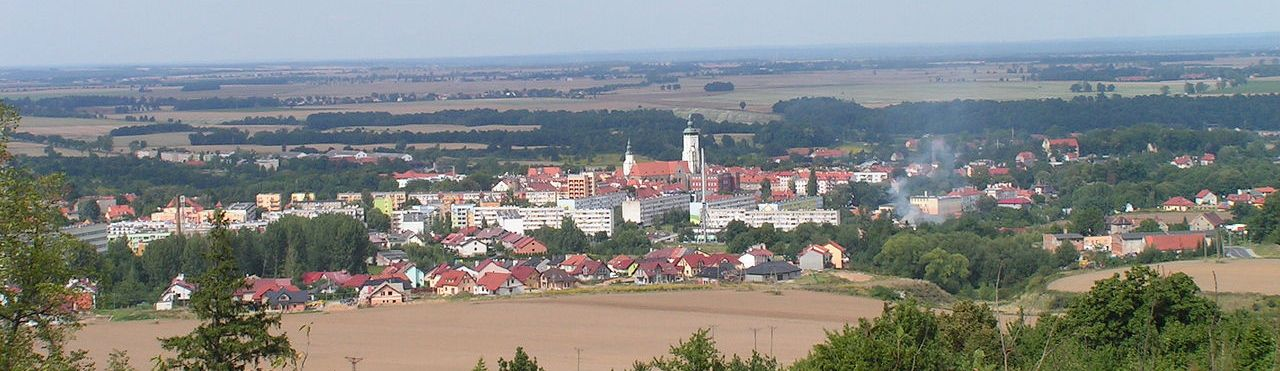
Краєвид міста з Вовчої гори

Злотория розташована:
- за географічним поділом — на межі Хойновської височини (пол. Wysoczyzną Chojnowską), яка є частиною Сілезько-Лужицької низовини (пол. Nizina Śląsko-Łużycka)
- за історико-етнографічним поділом — в Нижній Сілезії, північно-західній частині історичного і географічного регіону Сілезія;
- територіально — в західній частині Нижньосілезького воєводства.[4]

## Історія
1211 року Злотория отримала міські права від Генрика Бородатого. 1504 року в місті було засновано школу; її творцем став Геронім Вільденберг, якого також звали Аурімонтанус (пол. Hieronim Wildenberg, Aurimontanus.) 1842 року місто ще частково було оточене мурами. 1884 року відкрито залізничне сполучення з Легницею.

## Пам'ятки
- Залишки середньовічних мурів
- Ковальська башта
- Костел Різдва Пресвятої Діви Марії (пол. Kościół Narodzenia Najświętszej Maryi Panny)
- Костел пофранцисканський святої Ядвіги Анжуйської та монастир францисканців
- Костел святого Миколая (розташований на цвинтарі)
- Копальня золота «Аурелія»
- Міська ратуша
- Фонтани

## Освіта
Діють різні навчальні заклади, зокрема:
- Гімназія імені Валентина Троцдндорфа
- Двомовна гімназія
- «Підставова школа № 1 імені Марії Конопницької»
- «Підставова школа № 3 імені Генрика Бородатого»[6]

## Демографія
Демографічна структура станом на 31 березня 2011 року:
|          | Загалом | Допрацездатний вік | Працездатний вік | Постпрацездатний вік |
| -------- | ------- | ------------------ | ---------------- | -------------------- |
| Чоловіки | 7897    | 1445               | 5793             | 659                  |
| Жінки    | 8642    | 1370               | 5441             | 1831                 |
| Разом    | 16539   | 2815               | 11234            | 2490                 |

## Релігія
Є три парафії Римо-католицької церкви: Різдва Пресвятої Діви Марії, святої Ядвіги Сілезької, святого Йосифа.

## Спорт
- Міський басейн (не діє)
- Міський стадіон (недавно реконструйований[8])
- Легкоатлетичний стадіон
- Спортивне та пневматичне стрільбища
- Спортивні зали,[9] зокрема Hala Sportowa «Tęcza» при Підставовій школі № 3
- Тенісні корти

## Транспорт
Через місто пролягають воєводські автодороги № 328, № 363 і № 364. Також — залізниця № 284. Залізницю № 316 розібрали. Неподалік міста проходять дороги № 312 і № 342.

## Міста-побратими
- Мімонь, Чехія, 9 травня 2000
- Бучач, Україна, 26 липня 2000
- Вестербург (Westerburg), Німеччина, 18 травня 2000
- Пульзнітц (Pulsnitz), Німеччина, 2004[10]
- Магдебург, Німеччина
- Золінген, Німеччина